# 斯德丁伏尔铿股份公司

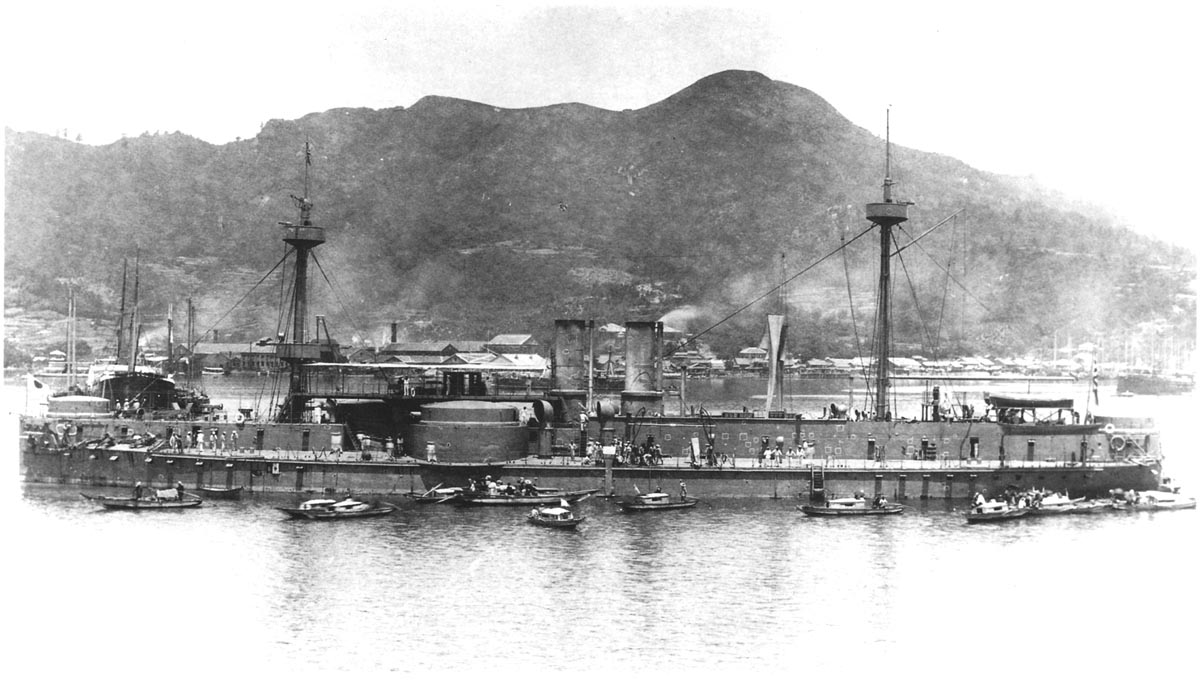
北洋水師鎮遠號

斯德丁伏尔铿机械制造股份公司（德語：Stettiner Maschinenbau Actien-Gesellschaft Vulcan）于1857年成立于斯德丁附近的布雷多，曾是一间现代化的铸铁造船业先驱，以及无论在民用或军用造船业上都长时间作为德国领先的造船厂之一，并建造了当时全球最大及最快的客船。此外，该船厂也生产了约4000台蒸汽机车。它主要為德意志帝國海軍服務，負責生產U型潛艇及軍艦，在兩場世界大戰中擔當非常重要的角色，此外他們也外銷藍圖給其他國家，如俄國Novik級驅逐艦、Pamyat Merkuriya輕巡洋艦等。
在第二次世界大戰後伏爾鏗造船廠整間企業及造船設施被波蘭政府接管，成為現在的什切青造船厂。

## 民用船隻
- 德國號（1900）
- 威廉二世號（1902）
- 奧古斯特維多利亞皇后號（1906）
- 皇储妃塞西莉埃号（1906）
- 國王威廉二世號（1907）
- 喬治華盛頓號（1908）
- 皇帝號（1913）
- 提比茲上將號（1913）

### 戰艦
- 定遠號（1881）
- 鎮遠號（1882）
- 布蘭登堡號（1890）
- 魏森堡號（1890）
- 梅克倫堡號（1900）
- 普魯士號（1902）
- 波美拉尼亞號（1904）
- 萊因號（1907）
- 腓特烈號（1910）
- 大帝選侯號（1911）
- 符騰堡號（1915）

### 巡洋艦
- 濟遠號（1883）
- 經遠號（1887）
- 來遠號（1887）
- 海容號（1897）
- 漢堡號（1902）
- 呂北克號（1903）
- 斯德丁號（1906）
- 美因茲號（1908）
- 布雷斯勞號（1910）
- 威斯巴登號（1913）
- 丽蝇号（1915）
- 牛虻号（1915）
- 威斯巴登號（1915）
- 羅斯托克號（1915）

### 驅逐艦
希臘海軍:
- Niki（1906）
- Doxa（1906）
- Aspis（1907）
- Velos（1907）
- Nea Gena（1912）
- Keravnos（1912）

### U-潛艇
- VII-C型 （1941）

### 魚雷艇
- SMS V25  （1914）
- SMS V26  （1914）
- SMS V27  （1914）
- SMS V28  （1914）
- SMS V29  （1914）
- SMS V30  （1914）
- SMS V43  （1915）
- SMS V44  （1915）
- SMS V45  （1915）
- SMS V46  （1915）
- SMS V47  （1915）
- SMS V48  （1915）
- SMS V45  （1915）
- SMS V46  （1915）
- SMS V48  （1915）
- SMS V67  （1915）
- SMS V68  （1915）
- SMS V69  （1916）
- SMS V70  （1916）
- SMS V71  （1916）
- SMS V72  （1916）
- SMS V73  （1916）
- SMS V74  （1916）
- SMS V75  （1916）
- SMS V76  （1916）
- SMS V77  （1916）
- SMS V78  （1916）
- SMS V79  （1916）
- SMS V80  （1916）
- SMS V81  （1916）
- SMS V82  （1916）
- SMS V83  （1916）
- SMS V84  （1916）
- SMS V116  （1918）

## 外部連結
- Summary of AG Vulcan Stettin （页面存档备份，存于）
- Eisenbahnbau bei Vulcan （页面存档备份，存于） （德文）